# ピンポリトール
ピンポリトール(Pinpollitol)は、シクリトールの一種である。ラジアータパイン(Pinus radiata)から単離することが出来る。化学的には、ジ-O-メチル-(+)-Chiro-イノシトールである。